# Liu Qing (athlétisme)
Pour les articles homonymes, voir Liu Qing.
Dans ce nom chinois, le nom de famille, Liu, précède le nom personnel.
Liu Qing, née le 28 avril 1986, est une athlète chinoise.

## Carrière
Elle est médaillée d'argent du 800 mètres aux Championnats d'Asie en salle 2004.

## Palmarès

### International
| Date | Compétition                  | Lieu    | Résultat | Épreuve      | Temps          |
| ---- | ---------------------------- | ------- | -------- | ------------ | -------------- |
| 2004 | Championnats d'Asie en salle | Téhéran | 2e       | 800 mètres   | 2 min 14 s 43  |
| 2005 | Universiade                  | Izmir   | 3e       | 1 500 mètres | 4 min 12 s 76  |
| 2006 | Jeux asiatiques              | Doha    | 6e       | 1 500 mètres | 4 min 23 s 80  |
| 2006 | Jeux asiatiques              | Doha    | 7e       | 800 mètres   | 2 min 09 s 39  |
| 2008 | Championnats d'Asie en salle | Doha    | 6e       | 800 mètres   | 2 min 07 s 26  |
| 2009 | Championnats d'Asie          | Canton  | 5e       | 800 mètres   | 21 min 07 s 36 |

### National
- Championnats de Chine d'athlétisme
  - Vainqueur du 800 mètres en 2005, 2007 et 2008
  - Vainqueur du 1 500 mètres en 2005 et 2007